# North Oaks
North Oaks – miasto w Stanach Zjednoczonych, w stanie Minnesota, w hrabstwie Ramsey.